# Zbigniew Bujarski
Zbigniew Bujarski (* 21. August 1933 in Muszyna; † 13. April 2018) war ein polnischer Komponist und Maler.

## Werdegang
Bujarski studierte von 1955 bis 1958 Dirigieren und von 1956 bis 1960 Komposition an der staatlichen Musikhochschule von Krakau bei Stanisław Wiechowicz. Von 1959 bis 1961 war er Redakteur beim Polnischen Musikverlag in Krakau, danach bis 1967 Lehrbeauftragter für Musik und Dramaturg der Philharmonie Rzeszów.
1972 wurde er Dozent an der Musikakademie Krakau, von 1978 bis 1986 Dekan der Fakultät für Komposition, Dirigieren und Musiktheorie. Seit 1992 war er Professor für Komposition. Für seine Komposition Strefy wurde er 1961 mit einer ehrenden Erwähnung beim Wettbewerb junger polnischer Komponisten ausgezeichnet. 1964 gewann er den zweiten Preis beim Grzegorz-Fitelberg-Kompositionswettbewerb. Beim Internationalen Komponistenrostrum der UNESCO 1967 in Paris wurde seine Komposition Contraria mit einer ehrenden Erwähnung ausgezeichnet. 1978 gewann hier seine Musica domestica den zweiten Preis. Weitere Preise wurden ihm vom polnischen Kultusministerium (1979 und 1987), dem Polnischen Komponistenverband (1984) und der Stadt Krakau (1984) verliehen.

## Werke
- Krzewy płonące, drei Lieder für Stimme und Klavier oder Kammerensemble, 1958
- Tryptyk für Streichorchester und Perkussion, 1958
- Synchrony I für Sopran und Kammerensemble, 1959
- Synchrony II für Sopran, gemischten Chor und Sinfonieorchester, 1960
- Strefy für Orchester, 1961
- Kinoth für Kammerorchester, 1963
- Kompozycja kameralna für Stimme, Flöte, Harfe, Klavier und Perkussion, 1963
- Contraria für Sinfonieorchester, 1965
- El Hombre, Oratorium für Sopran, Mezzosopran, Bariton, Chor und Orchester, 1969–73
- Musica domestica für 18 Streichinstrumente, 1977
- Concerto per archi für Violine und Streichorchester, 1979
- Similis greco I für Sinfonieorchester, 1979
- Kwartet na otwarcie domu für Streichquartett, 1980
- Narodzenie für gemischten Chor und Sinfonieorchester, 1981
- Veni creator spiritus für Orgel, 1983
- Da Bóg nam kiedyś... für Bariton und Klavier nach Jan Lechoń, 1983
- Kwartet na Adwent für Streichquartett, 1984
- Ogrody, Liederzyklus für Sopran und Orchester, 1987
- Veni creator spiritus für Sinfonieorchester, 1988
- Kwartet na Wielkanoc für Streichquartett, 1989
- Concerto per archi II für Cello und Streichorchester, 1992
- Lęk ptaków für Violine, Viola und Perkussion, 1993
- Scolaresca für Streichorchester, 1993
- Pawana dla "Oddalonej" für Streichorchester, 1994
- Lęk ptaków II für zwei Klarinetten und Perkussion, 1994
- Pięć pieśni für Sopran, Streichorchester und Vibraphon, 1994–96
- Lęk ptaków III für Klarinette, Bassklarinette, Violine, Viola und Perkussion, 1995
- Cassazione per Natale für Kammerbläserensemble und Perkussion, 1996
- Per cello für Cello solo, 1996
- Lumen für Sinfonieorchester, 1997
- La danza per "Aukso" für Streichorchester, 1998
- Alleluja für gemischten Chor, Streichorchester, zwei Trompeten und Perkussion, 1999
- Stabat Mater für gemischten Chor und Sinfonieorchester, 2000
- Kwartet smyczkowy "Na jesien" (Streichquartett), 2001
- Bagatela für Streichorchester, 2001
- Orniphania für Cello und Klavier, 2001
- Peirene für Sinfonieorchester, 2003
- Pieśni brzasku dnia für Mezzosopran und Streichorchester, 2004
- Elegos für Cello und Streichorchester, 2004–05
- Games für Blasorchester, 2006